# سان سالواتوره مونفراتو
سان سالواتوره مونفراتو (به ایتالیایی: San Salvatore Monferrato) یک کومونه در ایتالیا است که در استان آلساندریا واقع شده‌است.

## خصوصیات
سان سالواتوره مونفراتو ۳۱٫۶۵ کیلومترمربع مساحت و ۴٬۵۸۷ نفر جمعیت دارد و ۲۰۵ متر بالاتر از سطح دریا واقع شده‌است.